# Mania czy Ania (film 2007)
Mania czy Ania (niem. Das Doppelte Lottchen; ang. Two Times Lotte) – niemiecki film animowany z 2007 roku w reżyserii Toby'ego Genkela. Film zrealizowany na podstawie powieści dla dzieci autorstwa niemieckiego pisarza Ericha Kästnera z 1949 roku.

## Opis fabuły
Losy sympatycznych bliźniaczek, które do czasu przypadkowego spotkania na wakacyjnym obozie nie wiedziały o swoim istnieniu. Dziewczynki uświadamiają sobie, że zostały rozdzielone po porodzie przez swoich rozwiedzionych rodziców. Siostry postanawiają, że zamienią się miejscami. Każda z nich chce poznać drugiego rodzica. Pragną też na nowo zjednoczyć swoją rodzinę.

## Obsada
- Céline Vogt – Mania/Ania
- Wolfgang Völz – lekarz
- Inra von Wangenheim-Zeise – pani Muthesius
- Carin C. Tietze – Maria Korner
- Andreas Fröhlich – Ludwik Palfy
- Anja Kling – Irena Gerlach
- Erna Aretz – pani Wagenthaler
- Monty Arnold – Moderator
- Jovita Dermota – Resi